# 普里斯利普 (利維夫州)
49°10′21″N 22°57′21″E / 49.17250°N 22.95583°E
普里斯利普（烏克蘭語：Присліп），是烏克蘭西部的村落，隸屬利沃夫州桑比爾區圖爾卡市鎮，始建於1546年，面積1.9平方公里，海拔高度634米，2001年人口1,407，人口密度每平方公里740.53人。